# جسر صن شاين سكاي واي
يمتد جسر بوب غراهام صن شاين سكاي واي (Bob Graham Sunshine Skyway Bridge) عبر خليج تامبا، بولاية فلوريدا، وهو مدعوم بكابلات في المسافة بين برجيه، ويبغ طوله الإجمالي 21877 قدمًا (4.1 أميال أو نحو 6.67 كم). والجسر جزء من الطريق بين الولايات رقم 275 (الطريق رقم 93) والطريق السريع رقم 19 (الطريق رقم 55)، حيث يصل بين سانت بيترسبرغ في مقاطعة بنيلاس وتيرا سيا في مقاطعة ماناتي، فلوريدا، ويمر خلال المسطحات المائية في مقاطعة هيلزبورو. وقد بدأت أعمال الإنشاءات في الجسر الحالي عام 1982، وتم افتتاحه في 7 فبراير عام 1987. وتكلف إنشاء الجسر الجديد 244 مليون دولار، وافتتح أمام حركة المرور في 20 أبريل عام 1987. وقد جاء هذا الجسر بديلاً عن جسر قديم تم إنشاؤه عام 1956 وتهدم جزئيًا في حادث تصادم عام 1980.
تتألف مواد إنشاء الجسر من الصلب والخرسانة. وتمتد كابلات الصلب داخل أنابيب صلب بسمك تسع بوصات (229 ملم) يبلغ عددها أربعًا وثمانين أنبوبًا (اثنان وأربعون لكل برج) بطول خط منتصف الجسر لتدعم المسافة بين البرجين. وقد تم تصميم الجسر بواسطة المجموعة الهندسية فيج وموللر (Figg & Muller Engineering Group) (وهم كذلك من قاموا بتصميم جسر سفن مايل (Seven Mile Bridge) الشهير)، فيما قامت أمريكان بريدج كمباني (American Bridge Company) ببنائه.
وفي عام 2005، أصدر المجلس التشريعي في ولاية فلوريد قانونًا بتسمية الجسر الحالي جسر بوب غراهام صن شاين سكاي واي, تيمنًا باسم حاكم ولاية فلوريدا والذي كان آنذلك سيناتور بالكونجرس الأمريكي وهو من أشرف على تصميم الجسر ومعظم أعمال إنشائه. وتشير بعض المصادر إلى أنه قد استلهم التصميم الحالي للجسر من زيارة لفرنسا رأى خلالها جسرًا مشابهًا مدعومًا بالكابلات. وقد تم إهداء الجسر الأصلي للمهندس المدني وليام إي دين (William E. Dean) كما جاء في اللوحة التذكارية بالاستراحة الجنوبية للجسر.
وفي حلقتها الخاصة حول «أهم 10 جسور» في العالم صنفت قناة ترافيل جسر صن شاين سكاي واي بأنه رقم 3 على مستوى العالم. ويعد الجسر مكانًا للإطلال على ولاية فلوريدا.
نظرًا لوجود الجسر فوق مياه الخليج ذات اللون الأخضر اللامع البديع، مع طوله الممتد وموقعه في ولاية تتمتع بطقس دافئ، إلى جانب تصميمه المعماري الحديث، أصبح الجسر مكانًا ذائع الصيت لتصوير الإعلانات التجارية للسيارات.
كان إحد أكبر المشكلات التي تعرض لها جسر صن شاين سكاي واي هي تآكل الصلب في الأعمدة القطاعية المصنوعة من الخرسانة سابقة الصب بالأجزاء العليا. ونظرًا لكون القطاعات مجوفة، فقد تمكن العمال من الدخول إلى الهيكل الخارجي للجسر في عامي 2003 و2004 لتدعيم الأجزاء المتآكلة منه، لضمان سلامة الجسر مستقبلاً. وظهرت مشكلة أخرى بين عامي 2005 و2006 حيث أوردت العديد من المحطات الإخبارية تغير لون طلاء كابلات الجسر في العديد من المواضع. وكانت تلك البقع واللطخات اللونية نتيجة إجراء العديد من أعمال التطوير على مدار سنوات عدة، ولكنها بدأت في الظهور مؤخرًا. ومن ثم، شرعت إدارة النقل بولاية فلوريدا (FDOT) في إجراء إصلاحات شملت إعادة طلاء الكابلات بالكامل (بدلاً من مجرد تحسين مظهرها) وتحديث نظام الإضاءة أعلى الجسر.

## جسر صن شاين سكاي واي الأصلي
جاء الجسر الحالي بديلاً عن جسرنصف معلق من الصلب حمل نفس الاسم. وقد تم إنشاء الجسر الأصلي الذي اشتمل على حارتين بواسطة شركة فيرجينيا بريدج كمباني (Virginia Bridge Company) وتم افتتاحه للمرور في 4 سبتمبر 1954، مع بناء هيكل موازٍ للجسر إلى الغرب منه في عام 1969 كي يصبح جسرًا من أربع حارات وفقًا لمعايير الطرق السريعة بين الولايات. وقد تأجل افتتاح التوسعة الجديدة حتى عام 1971 لتقوية الدعامة الجنوبية للجسر، والتي تصدعت نتيجة عدم كفاية عمق ركائز الدعم. وقد تم استغلال التوسعة الثانية في خدمة حركة المرور المتجهة جنوبًا، بينما تحول الجزء الأصلي من الجسر لنقل حركة المرور المتجهة شمالاً.
وقد كان إنشاء الجسر القديم بدوره بديلاً عن عبارة من بوينت بنيلاس إلى بني بوينت. وقد امتد الطريق السريع رقم 19 من سانت بيترسبرغ إلى نهايته الحالية في جنوب بالميتو عند افتتاح الجسر. وكان المهندس الذي ارتبط اسمه بإنشاء الجسر هو فريمان هورتون (Freeman Horton)، الذي قام بإنشاء مصدات بحرية بطول خليج تامبا كما اشترى شركة سيجيت (Seagat) من باول كروسلي (Powel Crosley) عقب الحرب العالمية الثانية.
وقد جاء ذكر جسر صن شاين سكاي واي في أحد مسلسلات روائع الرايو القديمة بعنوان «يورز تروللي، جوني دولار» (Yours Truly, Johnny Dollar) في حلقة بعنوان «ذا فانسي بريدجوورك ماتر» (The Fancy Bridgework Matter) (22-11-1959) وفي الافتتاحية الأصلية للمسلسل التليفزيوني الذي عرض في عام 1988 سوبر بوي (Superboy) حيث كان هناك بطل يطير فوق الجزء الأصلي المحطم من الجسر ثم يدور ليرى الجسر الجديد تحت الإنشاء.
وما زال المدخلان المتبقيان من الجسر القديم شبه المعلق مستخدمين في متنزه سكاي واي فيشينج بير ستات بارك (Skyway Fishing Pier State Park).
لقد كان جسر صن شاين سكاي واي مسرحًا لعدد من الأحداث المأساوية، من بينها حادث تصادم سفينة حرس السواحل الأمريكية بلاك ثورن (Blackthorn) وسفينة الشحن المغادرة كابريكورن (Capricorn) في عام 1980 والذي أودى بحياة 23 فردًا من حرس السواحل، وكذلك الانهيار في مبنى الجسر الناتج عن ارتطام سفينة الشحن القادمة سمت فنتشر (Summit Venture) بالجسر في عام 1980 والذي أدى لمصرع 35 شخصًا وانتهت معه إمكانية استخدام الجسر.

### مأساةبلاك ثورن
في 28 يناير عام 1982 كانت USCGC Blackthorn في طريقها لمغادرة من خليج تامبا، بعد أن انتهت لتوها من عملية تجديد كاملة، ذلك بينما كانت ناقلة النفط كابريكورن في طريق العودة. وبعد أن فوجئت بالأضواء الباهرة لباخرة سياحية، قامت بلاك ثورن بمناورة في منتصف القناة كي تسمح لسفينة الركاب بالمرور. وبسبب الأضواء الباهرة لسفينة الركاب، لم تتمكن سفينة بلاك ثورن من رؤية الحاوية كابريكورن وهي تقترب في ظلمة الليل. ومع اقتراب السفينتين، أطلقت بلاك ثورن صافرتين قصيرتين للإشارة إلى رغبتها في المرور إلى الميمنة بينما كانت كابريكورن تشغل منتصف القناة. وعند نقطة ما، حاولت بلاك ثورن، وكانت تحت قيادة ضابط صغير، أن تقوم بمناورة تفاد ولكنها جاءت متأخرة للغاية. واصطدمت السفينتان وجهًا لوجه تقريبًا، وراحت مرساة ناقلة النفط تمزق الألواح المبطنة لجسم سفينة حرس السواحل. وحاصر الحطام المعدني لجسم السفينة بلاك هورن 6 على الأقل من طاقمها. واندفعت كل سفينة في اتجاهها بفعل القصور الذاتي، ولكن حبل مرساة ناقلة النفط أصبح مشدودًا وراح يجذب بلاك هورن، فانقلبت السفينة الأصغر حجمًا ونتج عن ذلك غرق 23 من طاقمها حوصروا على ظهر السفينة وفي مستوياتها السفلية على بعد قرابة 3/4 من جسر صن شاين سكاي واي.
بعد الحادث، تم انتشال بلاك هورن ونقلها إلى حوض جاف لإجراء تحليل للتعرف على أسباب الحادث. ولكونها تعرضت لحادث مميت، تقرر عدم إصلاح السفينة.[بحاجة لمصدر] حيث تم نزع معداتها وساريتها وتقليص حجم هيكلها الخارجي. ثم تم سحب جسم السفينة بعيدًا عن الشاطئ وإغراقها لتكون شعبًا صناعيًا.

### كارثةسمت فنتشر
تم تدمير الجزء المتجه جنوبًا (والذي تم افتتاحه في 1971) من الجسر الأصلي في الساعة 7:30 صباحًا في التاسع من مايو عام 1980، عندما قامت سفينة الشحن سمت فنتشر ذات المحركات بالاصطدام بدعامة (عمود حامل) أثناء عاصفة، لتسقط ما يزيد عن 1200 قدم (366 مترًا) من الجسر إلى أعماق خليج تامبا. وأدى الاصطدام إلى سقوط عشر سيارات وحافلة جراي هاوند (Greyhound) من ارتفاع 150 قدمًا إلى الماء (45 م) ليلقى أثر ذلك 35 شخصًا مصرعهم.
وقد نجا شخص واحد من الموت يومئذٍ هو السيد ويزلي ماكنتير (Wesley MacIntire) بعد سقوط سيارته فوق سطح سفينة سمت فنتشر قبل أن تهوي في مياه الخليج. وقد قاضى ذلك الرجل الشركة المالكة للسفينة وحصل على تعويض بقيمة 175 ألف دولار في عام 1984. وطوال الأعوام التسع المتبقية من حياته، حيث توفي في عام 1989، ظلت حقيقة كونه الناجي الوحيد من حادث انهيار الجسر تؤرقه.
وتمت تبرئة قبطان السفينة، جون ليرو (John Lerro)، من اتهامه بارتكاب جريمة من قبل هيئة محلفين كبرى وعقب تحقيق أجراهحرس السواحل.
احتملت الدعامة الرئيسية الجنوبية (التي كانت تتطلب تدعيمًا قبل انتهاء العمل) الصدمة الأولى من السفينة دون ضرر جسيم. ولكن الدعامة الثانية إلى جنوبها هي ما تدمر، وكانت دعامة ثانوية لم يتم تصميمها لاحتمال الاصطدام بسفينة كبيرة.
وبعد كارثة سمت فنتشر، ضم الجزء المتجه جنوبًا من الجسر حارة واحدة في كلا الاتجاهين حتى افتتاح الجسر الحالي. وقبل هدم الجسر القديم ونقله بعيدًا في صنادل، سُمح للسيد ماكنتير (الناجي الوحيد من الانهيار) بأن يكون آخر من يقود سيارته فوق الجسر. واصطحب معه زوجته، وعند بلوغهما أعلى الجسر ألقيا في الماء أربعين زهرة قرنفل، واحدة لكل شخص فقد حياته في تلك الكارثة. وتم هدم الجزء المتجه شمالاً من الجسر في عام 1993 وتم ضم مدخلا الجزأين إلى متنزه سكاي واي فيشينج بير ستات بارك. ويقع هذان المدخلان على مسافة 1/2 ميل (0.8 كم) جنوب وشرق الجسر الحالي.
وقد حازت فكرة حاكم الولاية غراهام على القبول متفوقة على عروض أخرى، منها حفر نفق (وهو ما عُدَّ غير عملي نظرًا لارتفاع منسوب المياه في فلوريدا) ومنها إعادة بناء بسيطة للجزء المحطم من الجسر القديم، وهو ما لم تكن لتتحسن معه ظروف الشحن. ويزيد طول الجزء الممتد بين برجي الجسر الجديد عن مثيله في الجسر القديم بمقدار 50%. وقد تمت إحاطة دعامات الجزء الرئيسي من الجسر والمداخل لمسافة 1/4 ميل (0.4 كم) في كلا الاتجاهين بحواجز خرسانية كبيرة تسمى «الدرافيل» يمكنها حماية دعامات الجسر من حوادث الاصطدام بسفن أكبر حجمًا من سمت فنتشر مثل ناقلات النفط والحاويات والسفن السياحية الكبيرة.

### الهدم في عام 1993
في عام 1990 أرست إدارة النقل بولاية فلوريدا العطاء على هارداواي كمباني (Hardaway Company) لهدم كل قطاعات الصلب والخرسانة بجسر صن شاين سكاي واي. وكان نطاق العمل في المشروع يتطلب تفكيك كل الدعامات والركائز الموجودة تحت سطح البحر، وكذلك الطريق السطحي، والعوارض والأعمدة. وكان لابد من العمل بحذر بالغ في إزالة الأجزاء الغاطسة من الجسر بالقرب من القناة الملاحية. وإلى جانب ذلك، كان لابد من تجميع المواد الخرسانية والقطاعات السطحية والركائز والعوارض الفولاذية حتى يتسنى وضعها بعيدًا عن الشاطئ بجوار المداخل المتبقية من الجسر كي تصبح شعابًا اصطناعية لمتنزه الصيد الذي تخطط الولاية لإقامته. وكان لابد من إزالة الجزء الأساسي من الجسر الممتد بين برجيه كتلة واحدة حتى لا يعوق القناة الملاحية الرئيسية المؤدية إلى ميناء تامبا.
وأثناء أعمال تفكيك الأجزاء الفولاذية من هيكل الجسر، برز العديد من التحديات الهندسية الصعبة والتي كان لابد من تجاوزها ومنها؛ ترتيب عمليات التفكيك، واستخدام أسلوب آمن في تفجير العبوات الناسفة في أجزاء الخرسانة والصلب وذلك في منطقة مفتوحة للعامة يصعب التحكم فيها كخليج تامبا، إلى جانب إيجاد طريقة آمنة لإزالة الجزء الرئيسي من الجسر والدعامات الخرسانية ككتلة واحدة.[بحاجة لمصدر]
وبعد أبحاث مكثفة، صمم الفريق الهندسي نظام بكرات نسبي 4 × 1: 16 حيث تم ربط كل من الأركان الأربعة للكتلة الرئيسية من الكسر بونشين حمولة كل منهما 25 طنًا (مثبتة إلى سطح الرصيف). وتحكمت هذه الأوناش في إنزال الجزء الرئيسي من الجسر البالغ طوله 360 قدمًا ووزنه 608 أطنان إلى صندل أسفل الجسر بمسافة 150 قدم (46 م). وقد قام الفريق الهندسي، كجزء من تصميم المشروع، بتطوير حاسبة كمبيوترية لحساب معدل الهبوط المتزامن في وقت التنفيذ، مع برنامج تحكم لمساعدة كل فريق إدارة لونشين لضمان عمل كل الأوناش بشكل متسق بمعدل هبوط موحد هو 30 قدمًا في الدقيقة. وقد تمت العملية بنجاح خلال ساعتين و1⁄2 رغم ظروف الطقس السيئة.

## حالات الانتحار على الجسر
طبقًا لمواد مجمعة من عدة تقارير إخبارية، فقد انتحر 207 شخص على الأقل
ملقين بأنفسهم إلى مياه خليج تامبا منذ افتتاح الجسر الجديد في 1987، كما حاول 34 شخصًا الانتحار ولكنهم قد نجوا. فقد نجت أنثى كلب من نوع روتويلر تدعى شاسا من الغرق بعد أن تبعت مالكها أو حملها هو على القفز معه، بينما مات هو. كما أنهى 51 شخصًا آخر حياتهم على جسر صن شاين سكاي واي القديم في الفترة من 1954 وحتى 1987. وهناك عدد آخر من المفقودين يشتبه في كونهم قد قفزوا من فوق الجسر، إلا أن وفاتهم لم تتأكد لعدم العثور على جثثهم.
ومع ذيوع صيت الجسر كوسيلة لهلاك المحبطين، قامت ولاية فلوريدا بتركيب ستة خطوط هاتفية للطوارئ بطول الجزء المركزي من الجسر في عام 1999، كما دفعت بدوريات للحراسة على مدار 24 ساعة. واعتبارًا من عام 2003، تلقى مركز الاتصالات 18 اتصالاً تحذر من حالات قفز محتملة، وقد نجت تلك الحالات جميعًا طبقًا لما جاء في تقرير جريدة سانت بيترسبرغ تايمز. على أن العدد الإجمالي للقافزين من فوق الجسر لم ينخفض بشكل مؤثر منذ وضع وسائل الحماية تلك.
في 27 أبريل عام 1997 قام مجموعة من المخاطرين، بقيادة نادل من مدينة فورت لوديردال وعدد من المشاركين من الذكور والإناث بالإعلان عن قيامهم بقفزة جماعية بالحبل «للتأرجح» من الجسر، حيث كان من المفترض أن يحملهم في تأرجحهم للأمام والخلف حبل صنع منزليًا من كابل من الصلب وتم تثبيته في نقطة القفز. وبعد وصول المجموعة في سيارة فارهة، قاموا على غير المتوقع بالتوقف عند ذروة الجسر، وأسرعوا بإعداد الكابل وربط أنفسهم به باستخدام أحزمة وقفزوا من فوق الجسر. إلا أن تلك المخاطرة قد فشلت عند عجز الغلاف البلاستيكي للكابل الصلب عن تحمل الزيادة في قوى الجذب الواقعة عليه في حركة التأرجح، ليتمزق الغلاف وتنزلق القامطات المثبتة عليه عن الكابل ليهوي القافزون لمسافة 60 قدمًا في الماء، مما أدى لإصابات في العنق وبعض الكسور. وقد تم تصوير الحادث بأكمله بكاميرات فيديو مختلفة تم إعدادها لتصوير القفزة.
وفي مقابلة لاحقة مع برنامج تلفزيوني، أكد قائد المجموعة أن المكونات المستخدمة كانت بمعايير تكفي لاحتمال الوزن الإجمالي للمشاركين في القفزة، وأنه اعتقد حينها أن الأدوات المستخدمة آمنة. ولكن دراسات أجريت بعد ذلك أشارت لأن تصميمه للحبل لم يراع الزيادة في حمل الجاذبية الناتج عن حركة الرقاص في القفزة ذاتها، وهو ما يتجاوز المواصفات القياسية للمكونات المستخدمة مما أدى للانهيار المروع لبنية كابل القفز. ومنذ وقوع ذلك الحادث، لم تحاول أية مجموعة أخرى القيام بقفزة مخاطرة من فوق الجسر. وقد تمت إذاعة ذلك الحادث في برنامج دسترويد إن سكندز (Destroyed In Seconds) في 2 مارس 2009.
في عام 2006 ظهر فيلم بعنوان لورين كاس (Loren Cass) عرض قفزة انتحارية من جسر صن شاين سكاي واي.
وفي 12 أكتوبر عام 2009 ثم العثور على جثة في حقيبة سيارة مشتعلة. وقد رأى شهود رجلاً يحمل علبة وقود بالقرب من السيارة. وقد رأى شرطي في دورية الطرق السريعة بفلوريدا رجلاً في وقت لاحق يقفز من فوق الجسر.
يُحظر في حارة الطوارئ لأية أسباب سوى الطوارئ (بما في ذلك مشاهدة المناظر الطبيعية)، وكذلك الحال بالنسبة للمشاة وراكبي الدراجات. وتتم مراقبة حركة المرور على الجسر عن بُعد من خلال دورية الطرق السريعة بفلوريدا، وعند مشاهدة أية سيارة متوقفة، أو غير قانونية أو أحد المشاة يتم إخطار الشرطة للتصرف.

## في الثقافة الشعبية
ظل جسر صن شاين سكاي واي على مدار الأعوام موقعًا لتصوير العديد من الأفلام، سواءٌ بالإشارة إليه أو عدم الإشارة، (مثل لورين كاس وذا بانيشر (The Punisher) (2004)).
أغنية «سكاي واي أفينو» (Skyway Avenue) من أداء الفرقة المحلية وي ذا كينجز (We The Kings) تحمل اسم الجسر.
في عام 2012، أصدرت مصلحة البريد بالولايات المتحدة الأمريكية طابعًا بريديًا يحمل صورة جسر صن شاين سكاي واي بتكلفة 5.15 دولارات أمريكية للخطابات العاجلة. وقد قام كارل تي هيرمان (Carl T. Hermann) برسمه، بينما وضع الصورة الرقمية الفنان دان كوسجروف (Dan Cosgrove).
وكما أشير سابقًا، ففي حلقتها الخاصة حول «أهم 10 جسور» في العالم صنفت قناة ترافيل جسر صن شاين سكاي واي بأنه رقم 3 على مستوى العالم. ويعد الجسر مكانًا للإطلال على ولاية فلوريدا.

## معرض الصور

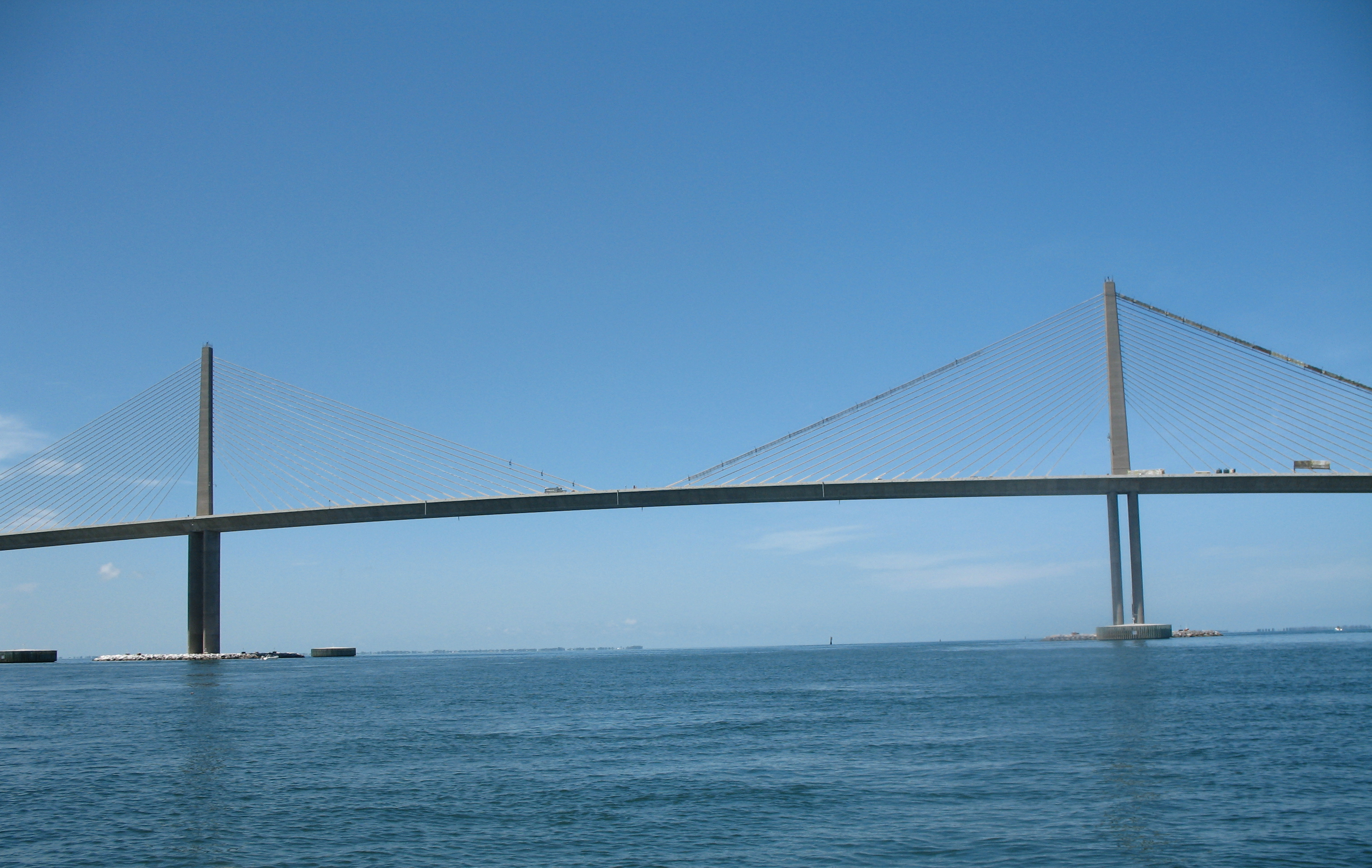
طريق صن شاين سكايواي من خليج تامبا

## التغطية الإعلامية
- Editorial (7 سبتمبر 1991). "The Skyway is falling!". ENR Engineering News Weekly. ص. 13. مؤرشف من الأصل في 2019-11-22.
- Editorial (13 سبتمبر 1991). "The Sunshine Skyway Bridge - a History of Ups and Downs". Dodge Construction Magazine. ص. 5–6. مؤرشف من الأصل في 2019-11-22.
- Starnes، Sam (25 سبتمبر 1991). "Original Skyway's main span removed". The Bradenton Herald. ص. A3-A6.[وصلة مكسورة]

## وصلات خارجية
- Sunshine Skyway Bridge page at Interstate275Florida.com
- "The Day The Skyway Fell", A special of the تامبا باي تاميز on May 7, 2000
- "Video archives: 1980 Sunshine Skyway accident", A special section from WTVT-TV
- Work projects on the Sunshine Skyway Bridge
- Sunshine Skyway Bridge website with database on suicides, accidents, and other fascinating information and photos.
- Audio recording of Mayday call made from the Sunshine Skyway Bridge Collapse, Tampa Bay, Florida, May 1980 (MP3 format) (updated URI, June 29, 2005)
- Sunshine Skyway Bridge Demolition on YouTube على يوتيوب
- جسر صن شاين سكاي واي  على موقع ستركتر

- جسر صن شاين سكاي واي  على موقع ستركتر